# Audi A5 I
Cet article concerne la première génération de l’Audi A5. Pour des informations générales sur l’Audi A5, consultez Audi A5.
L'Audi A5 (désignation de type interne "8T") est un modèle de voiture de tourisme du constructeur automobile allemand Audi AG, qui a été fabriqué dans deux sites de production entre 2007 et 2016. Alors que le coupé et la Sportback, y compris les versions S/RS, sortaient de la chaîne de montage d'Ingolstadt, toutes les versions du cabriolet (désignation de type interne "8F") étaient fabriquées à l'usine de Neckarsulm. L'A5 coupé, conçu par Walter de Silva, a été officiellement présenté le 6 mars 2007 au Salon international de l'automobile de Genève.

## Histoire
L'A5 est basée sur la plate-forme de l'Audi A4, mais elle a été présentée six mois avant. Elle est apparue en juin 2007 sous la forme d'un coupé (type AU484) pour concurrencer la BMW Série 3 coupé et la Mercedes-Benz Classe CLK. Le 3 décembre 2008, les A5 et S5 cabriolet (type AU485) ont été présentées, elles ont célébré leur première publique au Salon international de l'automobile d'Amérique du Nord 2009. Elles remplacent la version cabriolet de l'Audi A4. La gamme A5 a également été élargie pour inclure une variante à hayon cinq portes avec l'ajout de la Sportback. Cela a été officiellement présenté au Salon de l'automobile de Francfort en septembre 2009. Selon la Kraftfahrt-Bundesamt, 23 415 Audi A5/S5 ont été nouvellement immatriculées en Allemagne en 2010, dont 54,6 % avec des moteurs diesel. Les propriétaires commerciaux représentaient 65,0 % des nouvelles inscriptions. Depuis la saison 2012, Audi utilise la voiture de course Audi A5 DTM dans le Deutsche Tourenwagen Masters, dont la forme de la carrosserie est basée sur celle de l'A5.

## Variantes du modèle
- Audi A5 coupé (de juin 2007 à juin 2016)
- Audi S5 coupé (de juin 2007 à juin 2016)
- Audi A5 cabriolet (de mars 2009 à novembre 2016)
- Audi S5 cabriolet (de mars 2009 à novembre 2016)
- Audi A5 Sportback (de septembre 2009 à octobre 2016)[4]
- Audi S5 Sportback (de novembre 2009 à octobre 2016)
- Audi RS5 coupé (d'avril 2010 à juin 2015)
- Audi RS5 cabriolet (de novembre 2012 à juin 2015)

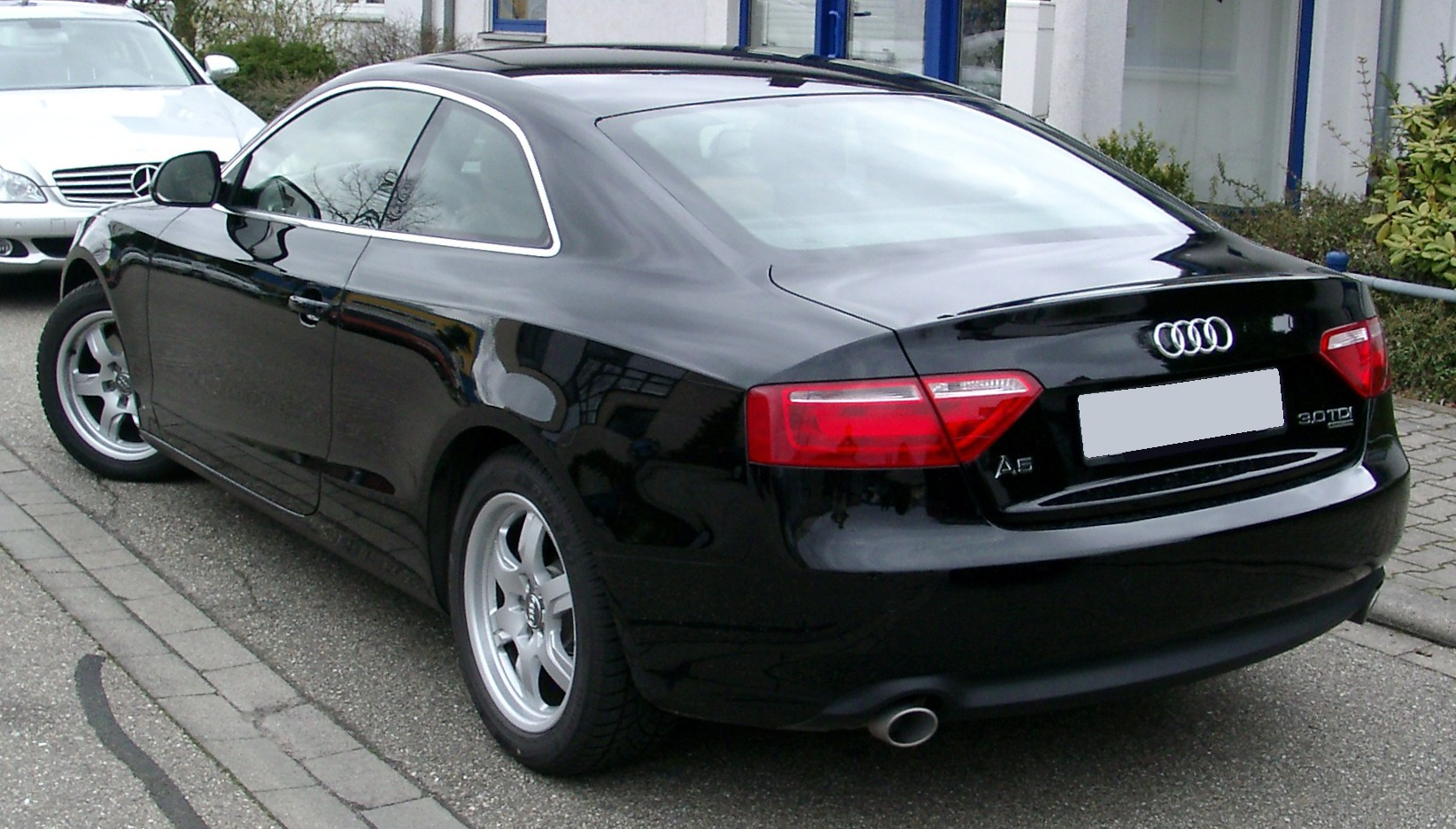
Vue arrière.
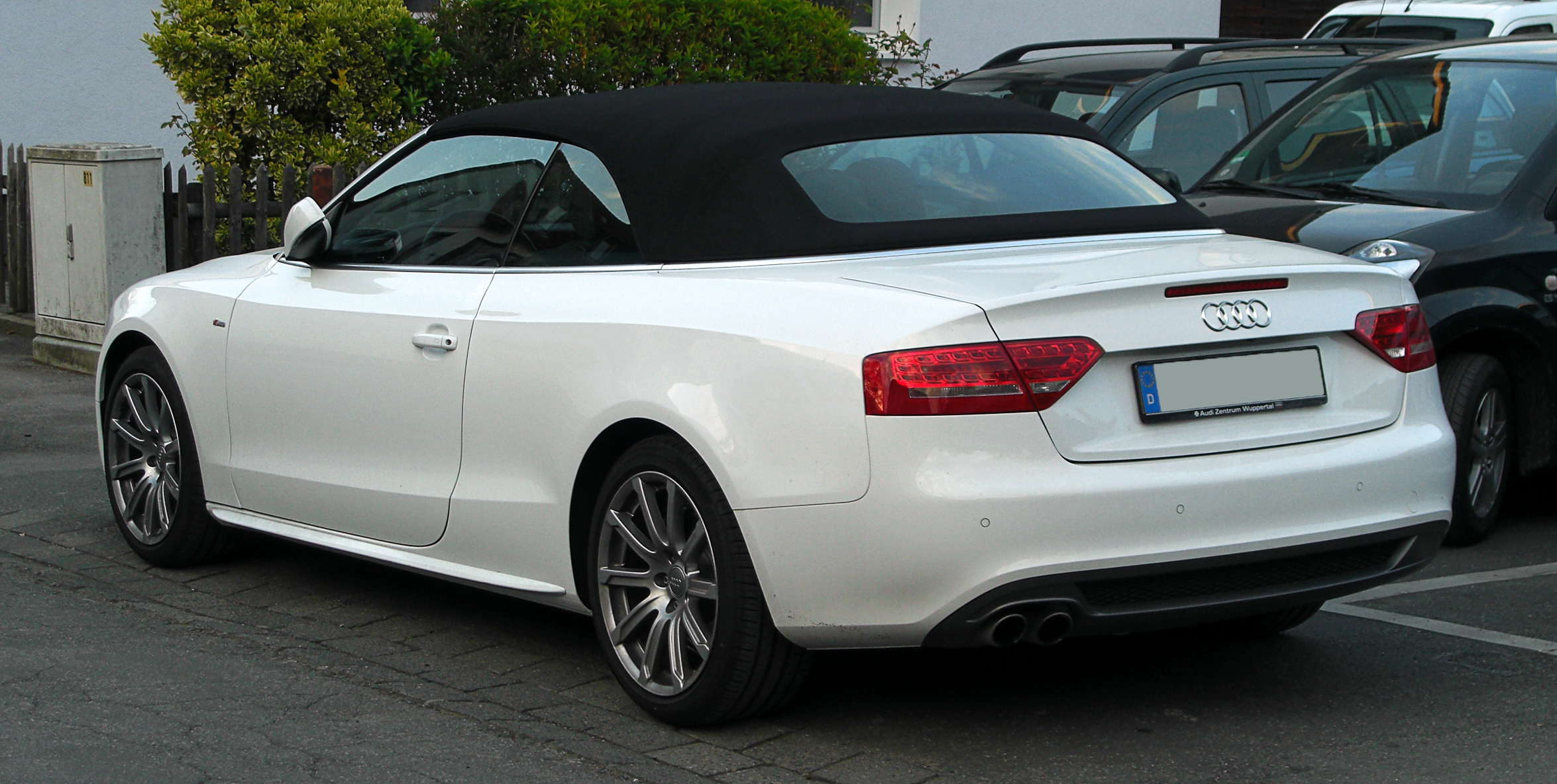
Audi A5 cabriolet (2009–2011).
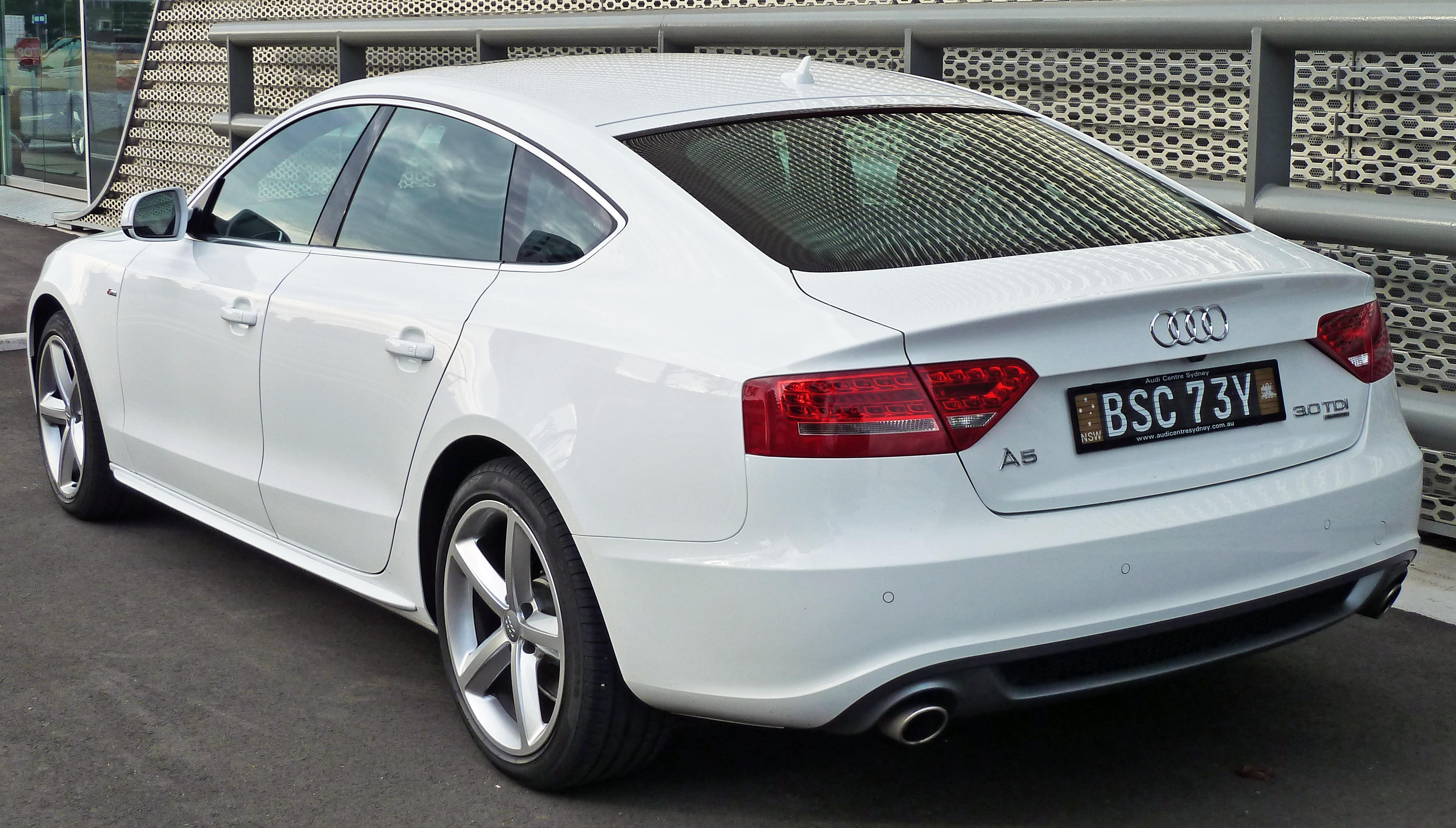
Audi A5 Sportback (2009–2011).

## Particularités selon l'équipement
- Toit panoramique en verre (sur le coupé)
- Distribution variable Audi valvelift à deux niveaux dans le moteur TFSI de 2.0 L (pour la vanne de sortie) et le moteur FSI de 3.2 L (pour la soupape d'admission)
- Système d'infodivertissement MMI
- Traction intégrale (quattro)
- Feux de circulation diurne à LED (au xénon)
- Éclairage au xénon de série à partir des modèles avec le moteur de 140 kW (190 ch), de série sur tous les modèles en Autriche et en Suisse
- Système audio multicanal Bang & Olufsen
- Téléphone de voiture avec prise en charge du profil d'accès SIM
- Transmission intégrale avec S tronic et différentiel sport en option pour l'essieu arrière provenant de l'Audi S4 à partir de septembre 2009 (seulement pour les modèles avec le moteur TDI de 3.0 L, les moteurs essence V6 et l'Audi RS5)

## Lifting
En juillet 2011, Audi a présenté les versions révisées de toutes les variantes de carrosserie, dont le lancement sur le marché a eu lieu le 5 novembre 2011. Extérieurement, cette version révisée se reconnaît, entre autres, au bord inférieur incurvé des phares avant. Depuis ce lifting, le moteur TDI de 3.0 L est disponible avec deux niveaux de puissance : 150 kW (204 ch) et 180 kW (245 ch), tandis que le moteur TDI de 2.7 L a été supprimé. Le V6 de 3,2 L a également été retiré de la gamme et a été remplacé par un moteur TFSI 3,0 L de 200 kW (272 ch) et 400 Nm. La puissance du moteur TDI de 2.0 L a été augmentée à 130 kW (177 ch) et 380 Nm et il est désormais également disponible avec une transmission automatique. Le moteur TFSI de 2.0 L et 132 kW (179 ch) a été omis des moteurs essence et le moteur TFSI de 1.8 L délivre désormais 125 kW (170 ch) au lieu de 118 kW (160 ch).

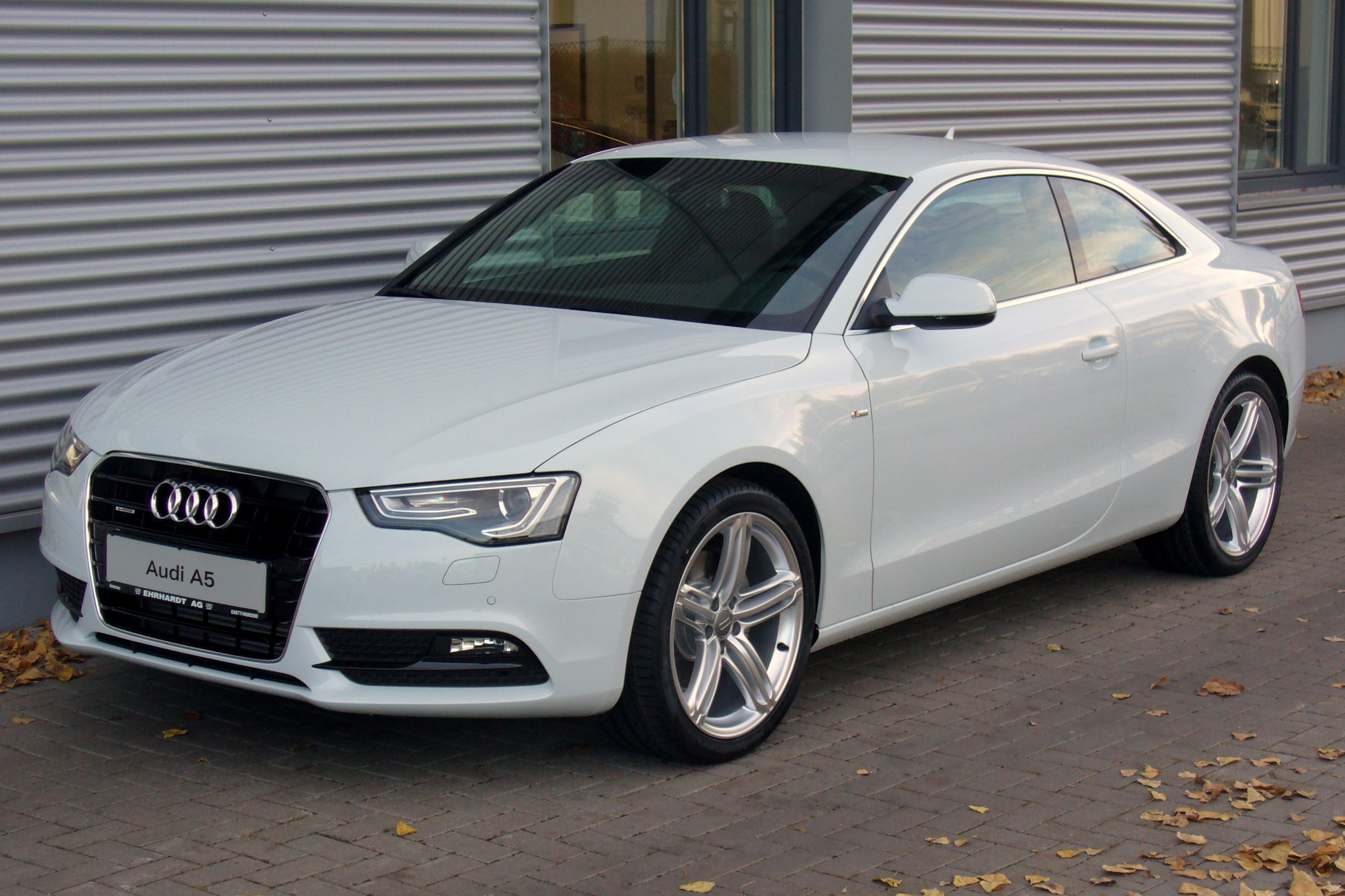
Audi A5 coupé (2011–2016)
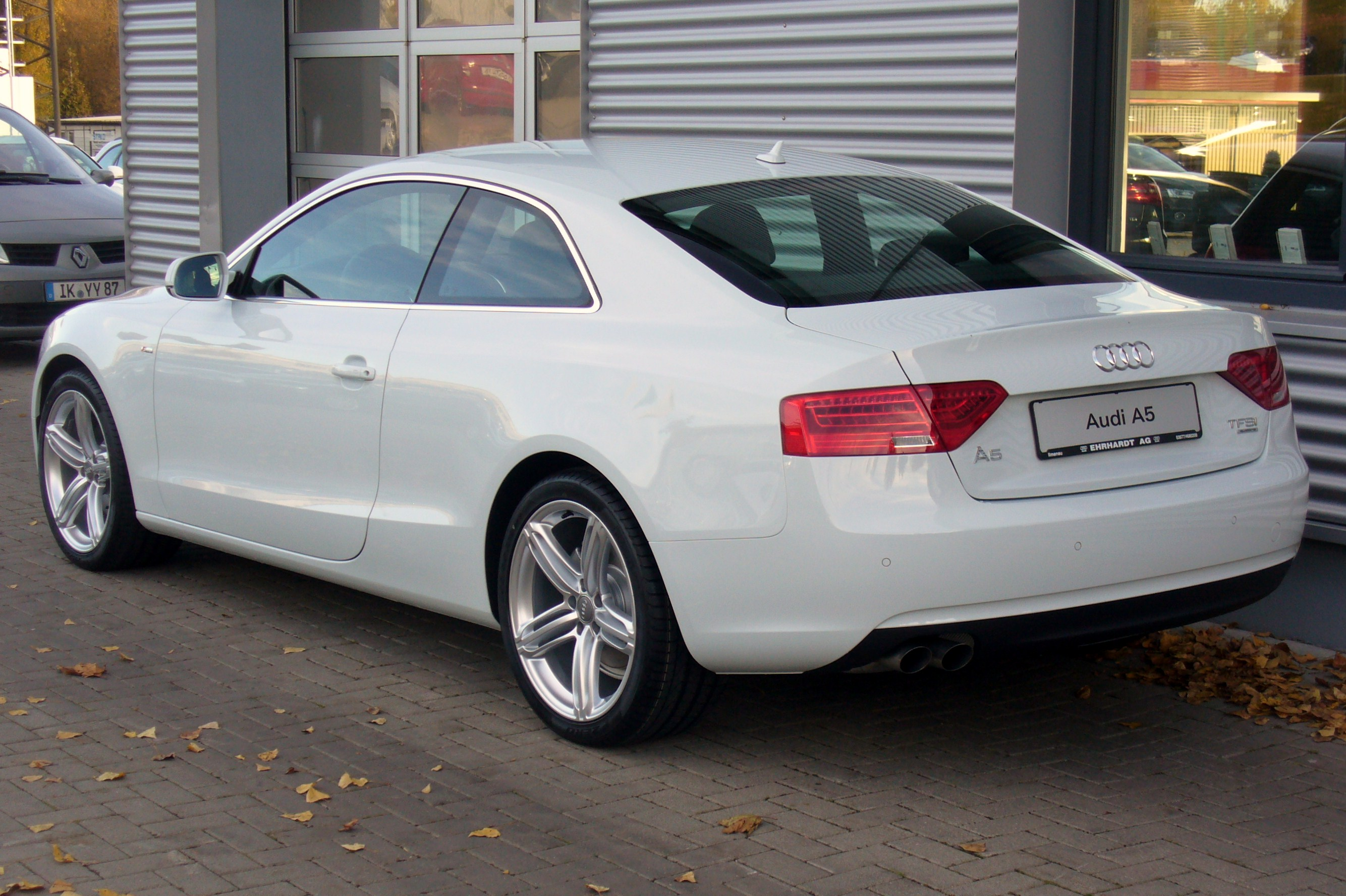
Vue arrière
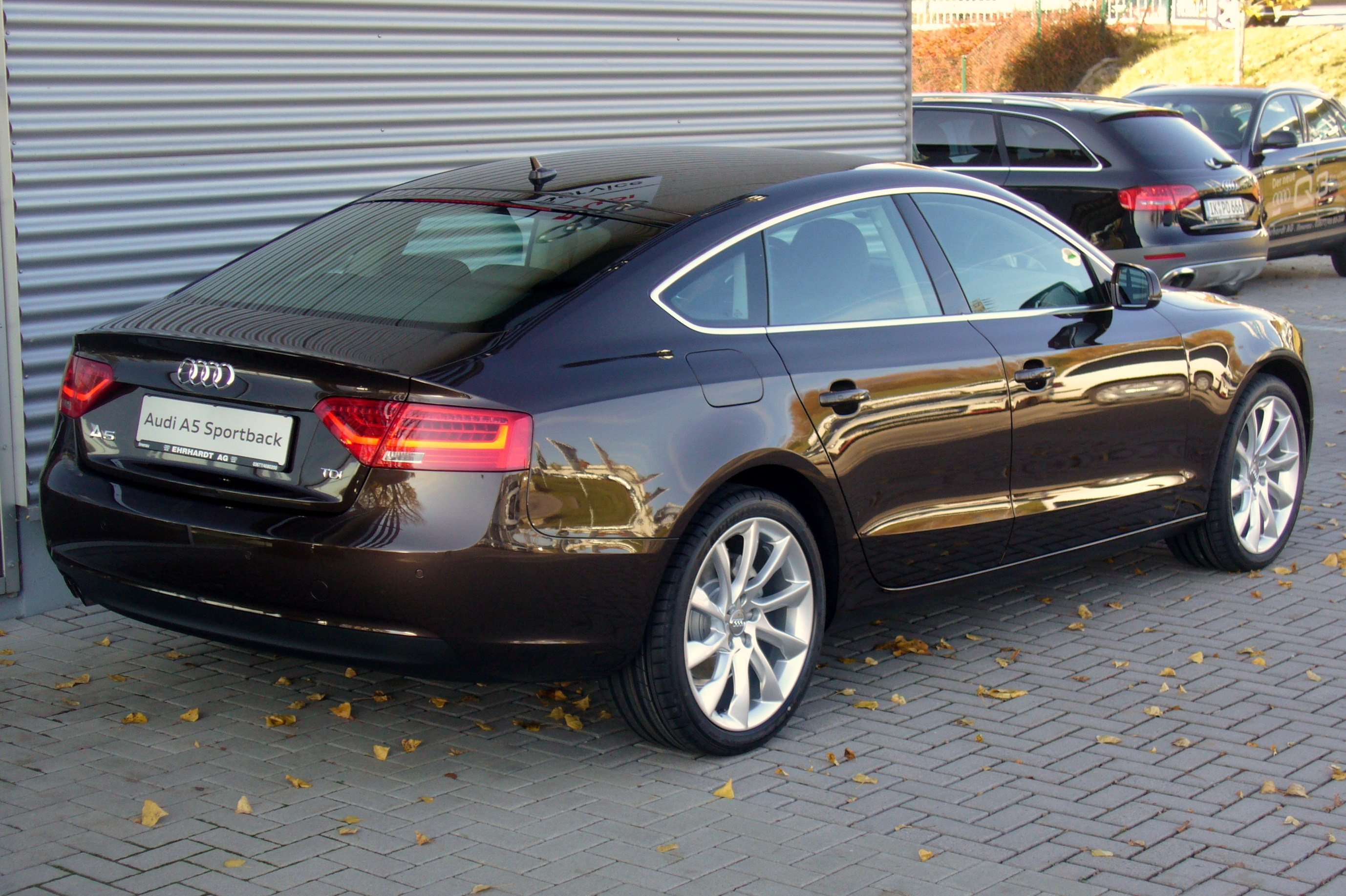
Audi A5 Sportback (2011–2016)